# دنیل آبراهام (نویسنده)
دنیل آبراهام (انگلیسی: Daniel Abraham (author)؛ زادهٔ نوامبر ۱۹۶۹) یک پدیدآور، و رمان‌نویس اهل ایالات متحده آمریکا است.